# インフィニティ・QX30
QX30は、日産が製造、インフィニティブランドで販売されている自動車である。

## QX30コンセプト（2015）
21インチのホイール、大きなタイヤ、ホイールの開口部周辺のブラックアウトの増加、サテンクロームのフロントバンパーが含まれる。 
車両はジュネーブ国際モーターショーで発表され 、2015年のニューヨーク国際オートショーに続いて展示。   
それぞれ専用ボディを持つAクラス-GLAクラスとは異なり、Q30-QX30は同じボディである。QX30はQ30をベースに車高を35mm上げ、エクステリアにはSUV的な要素を盛り込んでいる。（スバル・インプレッサ-XVと同じ関係性）尚、北米市場においてQ30を名乗るモデルはないが、QX30のグレードの一部として統合された形で販売されている。（ノーマルモデル：Q30→QX30、スポーツモデル：Q30S→QX30S、クロスオーバーモデル：QX30→QX30 AWD）。 

## 初代 (2016–2019年)
メルセデス・ベンツ・GLAクラスをベースとし、デザインを変更したフロントバンパーとリアバンパー、グレインサイドシル、サテンクロームメッキのインサートとメタリック仕上げのボディワーク、そしてライドの高さを高めている。 この車両の披露は、2015年のロサンゼルスモーターショー、2015年の広州自動車   で実現され、2016年のジュネーブモーターショーと続いた。 
2.0リットルは7速デュアルクラッチオートマチックトランスミッションと4つの気筒エンジンをターボチャージャー装備で、米国とカナダのモデルは2016年の後半にメキシコやラテンアメリカに続いて、2017年の車のモデルの年として2016年半ばに発売された 。 
欧州モデルは2016年夏に発売され、初期のモデルには7速デュアルクラッチトランスミッションを備えた2.2d AWDが含まれていた 。 

### エンジン
| 型       | 年数  | タイプ/コード                                                                  | パワー、トルク@rpm                                                 |
| -------- | ----- | ------------------------------------------------------------------------------ | ------------------------------------------------------------------ |
| 2.0t     | 2016– | 1,991立方センチメートル (121 cu in) I4ターボ（ Mercedes-Benz M 270 DE 20 AL ） | 211仏馬力 (155 kW; 208 hp) @ 5500, 350 N⋅m (258 lb⋅ft) @ 1200–4000 |
| 2.0t AWD | 2016– | 1,991立方センチメートル (121 cu in) I4ターボ（ Mercedes-Benz M 270 DE 20 AL ） | 211仏馬力 (155 kW; 208 hp) @ 5500, 350 N⋅m (258 lb⋅ft) @ 1200–4000 |

| 型       | 年数  | タイプ/コード                                                                   | パワー、トルク@rpm                                  |
| -------- | ----- | ------------------------------------------------------------------------------- | --------------------------------------------------- |
| 2.2d AWD | 2016– | 2,143立方センチメートル (131 cu in) I4ターボ（ Mercedes-Benz OM 651 DE 22 LA ） | 170仏馬力 (130 kW; 170 hp) @ 3400-4000, @ 1400–3400 |

### トランスミッション
| 型       | 年数  | タイプ               |
| -------- | ----- | -------------------- |
| 2.0t     | 2016– | 7速オートマチックDCT |
| 2.0t AWD | 2016– | 7速オートマチックDCT |

| 型       | 年数  | タイプ               |
| -------- | ----- | -------------------- |
| 2.2d AWD | 2016– | 7速オートマチックDCT |

### 製造
2017年製QX30はイギリスにある日産のサンダーランド工場にて生産されている。エンジンはドイツで組み立てられた。 

### マーケティング
英国でのQX30の発売の一環として、QX30の車体の半分に48,000の銅製タックが付いたQX30が、イズリントンビジネスセンターでの2016年ロンドンアートフェアで発表された 。 
2019年10月、日本国内でもインパルを通して販売を開始。ベースは北米仕様車で灯火類などを国内の法規に合わせての販売となる。

## 参照資料
1. ↑  Stylish and Capable: Infiniti QX30 Concept debuts in Geneva
2. ↑  Infiniti reveals QX30 Concept at Geneva International Motor Show
3. ↑  Infiniti QX30 Concept makes North American debut in New York
4. ↑  Infiniti reveals 2016 QX50 luxury crossover at New York International Auto Show
5. ↑  インフィニティ、 ニューヨークオートショーでラグジュアリー クロスオーバー「QX50 2016年モデル」を公開
6. 1 2 3 4 5 6 7  森本太郎 編『世界の自動車オールアルバム 2020年』三栄書房、2020年8月8日、143頁。ISBN 978-4-7796-4170-1。
7. ↑  Infiniti QX30: a premium active crossover for all purposes
8. ↑  インフィニティ「QX30」をロサンゼルスオートショーと広州国際モーターショーにて初公開 ～あらゆる運転シーンを満たすプレミアムアクティブクロスオーバー～
9. ↑  进军紧凑型豪华SUV市场 英菲尼迪QX30将于2015广州车展全球同步首发
10. ↑  Infiniti Q60 sports coupe and QX30 premium active crossover set to make European debut at Geneva Motor Show
11. ↑  Ewing (2015年12月29日). “The Infiniti Q30 is dead! Long live the Infiniti QX30!” (English). Auto Blog.   Auto Blog. 2016年6月20日閲覧。
12. ↑  INFINITI announces U.S. pricing for all-new 2017 QX30 premium active crossover
13. ↑  Infiniti QX30: Full range prices available now
14. ↑  http://infinitinews.com/en-US/infiniti/usa/presskits/us-2017-infiniti-qx30-press-kit
15. ↑  “Infiniti QX30 car-art displayed at London Art Fair”